# Шолль-Латур, Петер
Петер Роман Шолль-Латур (нем.  Peter Roman Scholl-Latour; 9 марта 1924, Бохум — 16 августа 2014, Бад-Хоннеф) — немецкий журналист и публицист. Шолль-Латур наравне с немецким имел также французское гражданство, благодаря своему французскому происхождению и своей работе, связанной с Францией.

## Биография
В различных телевизионных передачах, в которых он участвовал, Шолль-Латур рассказывал, что во время фашистской диктатуры в Германии он был в заключении. Об этом он пишет и в своей книге «Leben mit Frankreich — Stationen eines halben Jahrhunderts». Однако его участие в антифашистском сопротивлении остаётся неясным. Он сообщает, что собирался перейти границу с Югославией и присоединиться к партизанам Иосипа Броз Тито, но на границе со Словенией был арестован.
После войны, в 1945 году, он принимал участие в войне в Индокитае в составе французской армии.
Шолль-Латур учился в Майнце, в Сорбонне (Париж) и в Университете Святого Иосифа в Бейруте. Он изучал филологию, политологию и арабистику. Уже во время учёбы он начал работать специальным корреспондентом для немецких и французских газет и радиостанций. Шолль-Латур был репортёром в Америке, на Ближнем Востоке, в юго-восточной и восточной Азии. В 1954 году в Париже он получил степень доктора литературы (Docteur ès lettres). В 1954—1955 годах работал представителем для прессы правительства Саарланда.
В 1956 году он окончательно решил посвятить себя журналистике. Шолль-Латур работает корреспондентом в Африке и в юго-восточной Азии. В 1960—1963 годах он был постоянным корреспондентом немецкой государственной телевизионной станции (ARD) в Африке. С 1963 по 1969 годы он был ведущим журналистом ARD в Париже и до 1971 года редактором программ Западно-немецкой телевизионной станции (Westdeutscher Rundfunk, WDR). Во время работы в WDR стоял у истоков создания впоследствии ставшего культовым криминального телесериала «Место преступления» («Tatort»). С 1971 по 1983 годы Шолль-Латур был главным корреспондентом и ведущим программы второго немецкого телевизионного канала (ZDF) в Париже. В это время Шолль-Латур в качестве корреспондента регулярно ездит из Парижа во Вьетнам, где он однажды в 1973 году в течение недели удерживался в плену партизанами Вьетконга.
После работы на телевидении Шолль-Латур вернулся в печатные издания. Он стал главным редактором и издателем журнала «Штерн» (Stern-Magazins), а также членом правления издательства «Штерн». В это время журнал «Штерн» был вовлечён в скандал, связанный с публикацией фальшивых дневников Гитлера.
После ухода из «Штерна» Шолль-Латур продолжил деятельность как публицист и как автор документальных фильмов.
Благодаря своим многочисленным поездкам по всему миру, которые он совершал начиная с 1950 года, Шолль-Латур получил прозвище — «Знаток континентов» (Kenner der Kontinente). В средствах массовой информации Германии Шолль-Латур многие годы считается знатоком и экспертом Ближнего Востока и ислама. Во многих своих выступлениях по телевидению Шолль-Латур высказывается критически в отношении войн, которые ведут США и Великобритания в Афганистане и в Ираке.
Одновременно многие ориенталисты и политологи порицают его сообщения и высказывания по этой теме. Они упрекают его в недальновидности, в том, что он поддерживает существующие образы врага и разжигает старые страхи. Критики также указывают, что его публицистика по содержанию и стилистике напоминает классический колониальный роман. В своих книгах он также оставил без внимания несколько важных аспектов. Напротив, его сторонники указывают, кроме всего прочего, на то, что подтвердились его предупреждения о радикализации ислама после терактов 11 сентября 2001 года и многие из других его прогнозов. Во многих своих книгах Шолль-Латур пишет, что иранская революция 1979 года — это начало большого «исламского обновления» (islamische Erneuerung), и это обновление — самый большой вызов в новом столетии.
Шолль-Латур писал не только об арабском мире, но и также о Китае, России и Африке.

## Звания и награды
За свои работы Петер Шолль-Латур отмечен многими журналистскими наградами и премиями.
П. Шолль-Латур — почётный профессор университета Бохума (Ruhr-Universität Bochum).

## Работы
- «Мятеж в Конго» Matata am Kongo (1961) Deutsche Verlags-Anstalt, Stuttgart, ohne ISBN
- «В упряжке генерала — от Абиджана до Москвы» Im Sog des Generals — Von Abidjan nach Moskau (1966) Deutsche Verlags-Anstalt, ISBN 3-421-01338-1
- «Смерть в рисовом поле — тридцатилетняя война в Индокитае» Tod im Reisfeld — Dreißig Jahre Krieg in Indochina. (1980), ISBN 3-421-01927-4
- «Аллах с непоколебимостью — Встречи с исламской революцией» Allah ist mit den Standhaften — Begegnungen mit der islamischen Revolution. (1983) Deutsche Verlags-Anstalt, Stuttgart, ISBN 3-421-06138-6
- «7 историй Китая» 7 Gesichter Chinas (Koautor Josef Kaufmann) (1983) Ullstein Verlag, Frankfurt am Main, ISBN 3-548-34160-8
  - «Дневники» Taschenbuchausgabe (1990) Heyne, München, ISBN 3-453-03739-1
- «Убийство у большой реки — четверть — вековая африканская независимость» Mord am großen Fluß — Ein Vierteljahrhundert afrikanische Unabhängigkeit. (1986) Deutsche Verlags-Anstalt, Stuttgart, ISBN 3-421-06307-9
- «Жизнь с Францией — Остановки в течение полувека» Leben mit Frankreich — Stationen eines halben Jahrhunderts. (1988) Deutsche Verlags-Anstalt, Stuttgart, ISBN 3-421-06399-0
- «Кабельные и спутниковые коммуникации в Европе» Kabel- und Satellitenkommunikation in Europa — Kongressband Hrsg.: P. Scholl-Latour (1989) Online GmbH, Velbert, ISBN 3-89077-062-2
- «Гельмут Коль» — фотографии Конрада Мюллера и эссе Петера Шоль-Латура Helmut Kohl — Fotographien von Konrad R. Müller und einem Essay von Peter Scholl-Latour (1990) Lübbe, Bergisch Gladbach, ISBN 3-7857-0570-0
- Der Wahn vom Himmlischen Frieden — Chinas langes Erwachen (1990) Siedler, Berlin, ISBN 3-88680-367-8
- Das Schwert des Islam — Revolution im Namen Allas (1990) Wilhelm Heyne Verlag, München, ISBN 3-453-03990-4
- Der Ritt auf dem Drachen — Indochina — von der französischen Kolonialzeit bis heute (1990) Heyne, München, ISBN 3-453-04009-0
- Asien: ein verlorenes Paradies (fotografiert von Josef Kaufmann, Texte im Bildteil: Hans-Helmut Röhring) (1990) Rasch und Röhring, Hamburg, ISBN 3-89136-287-0
- Den Gottlosen die Hölle — Der Islam im zerfallenden Sowjetreich (1991) Deutscher Bücherbund, Stuttgart; Bertelsmann, München, ISBN 3-570-00426-0
- Weltkrise Arabien. Allah, Blut und Öl — Hintergründe eines Konflikts (1991) Stern-Bücher: Fotoreportage, Gruner+Jahr, Hamburg, ISBN 3-570-06697-5
- Unter Kreuz und Knute — Russische Schicksalsstunden (1992) Bertelsmann, München, ISBN 3-570-01792-3
- Aufruhr in der Kasbah: Krisenherd Algerien (1992) Deutsche Verlags-Anstalt, Stuttgart, ISBN 3-421-06625-6
- Pulverfass Algerien — Vom Krieg der Franzosen zur islamischen Revolution (Bis 2. Auflage: Aufruhr in der Kasbah (1992)) 3. erweiterte und aktualisierte
- Eine Welt in Auflösung — Von den Trümmer der Neuen Friedensordnung (1993) Siedler Verlag, ISBN 3-88680-405-4
- «На прицеле власти — Призраки на Балканах» Im Fadenkreuz der Mächte — Gespenster am Balkan (1994) Bertelsmann, München, ISBN 3-570-12147-X
  - «Дневники» Taschenbuchausgabe (1994) Heyne, München, ISBN 3-453-08950-2
- «Блики мировой политики: драматические девяностые годы» Schlaglichter der Weltpolitik: die dramatischen neunziger Jahre (1995) Deutsche Verlags-Anstalt, Stuttgart, ISBN 3-421-06672-8
- «Поле битвы будущего — Между Кавказом и Памиром» Das Schlachtfeld der Zukunft — Zwischen Kaukasus und Pamir (1996) Siedler Verlag, Berlin, ISBN 3-88680-602-2
- «Ложь в святой земле — Власть между Евфратом и Нилом» Lügen im Heiligen Land — Machtproben zwischen Euphrat und Nil (1998) Siedler Verlag, Berlin, ISBN 3-88680-542-5
- «Тень Аллаха над Ататюрком — Турция между Курдистаном и Косово» Allahs Schatten über Atatürk — Die Türkei in der Zerreißprobe zwischen Kurdistan und Kosovo (1999) Siedler, Berlin, ISBN 3-88680-630-8
- Afrikanische Totenklage — Der Ausverkauf des Schwarzen Kontinents. (2001), Bertelsmann, München, ISBN 3-570-00544-5
  - Auszüge gelesen auf CD (2001) Random House Audio, Köln, ISBN 3-89830-265-2
- Der Fluch des neuen Jahrtausends — Eine Bilanz. (2002) Bertelsmann, ISBN 3-570-00537-2
- Kampf dem Terror — Kampf dem Islam? Chronik eines unbegrenzten Krieges. (2002) Propyläen Verlag, München 2002, ISBN 3-549-07162-0
- Die Tragödie des Westens — Beiträge und Interviews nach dem 11. September. (2003) U. a. von Peter Scholl-Latour, Arundhati Roy, Franz Alt, Alain de Benoist. Hrsg. von Dieter Stein. Junge Freiheit Verlag, ISBN 3-929886-10-3
- Weltmacht im Treibsand — Bush gegen die Ayatollahs. (2004) Propyläen Verlag, München/Berlin, ISBN 3-549-07208-2
- Koloss auf tönernen Füßen — Amerikas Spagat zwischen Nahem und Fernem Osten (2005) Propyläen Verlag, München/Berlin, ISBN 3-549-07252-X
- «Россия Путина. Эффект сжатия. Империя под прессингом НАТО, Китая и ислама» Rußland im Zangengriff. Putins Imperium zwischen Nato, China und Islam. Propyläen Verlag, München/Berlin 2006, ISBN 3-549-07265-1
- Zwischen den Fronten. Erlebte Weltgeschichte Propyläen Verlag, München/Berlin 2007, ISBN 3-549-07332-1
- Der Weg in den neuen Kalten Krieg. Propyläen Verlag, Berlin 2008, ISBN 3-549-07357-7
- Die Angst des weißen Mannes: Eine Welt im Umbruch. Propyläen Verlag, Berlin 2009, ISBN 3-549-07331-3